# Sujikebiki

Klinge eines Sujikebiki. Mit dem unten austretenden Teil der Schneide erfolgt die Markierung.

Ein Sujikebiki (jap. 筋毛引) ist ein japanisches Streichmaß, auch Suji-Keshiki genannt.
Das Streichmaß dient bei der handwerklichen Holzbearbeitung, etwa dem Tischlern, zum Markieren (Anreißen) von Linien auf Holz, die als Vertiefungen in bestimmtem Abstand parallel zur Kantenführung verlaufen, wenn das eingestellte Gerät an eine Kante gehalten (angeschlagen) und dieser entlang streichend geführt wird. Bei japanischen Streichmaßen werden hierfür einseitig angeschliffene Klingen verwendet, die auch quer zur Faser oder auf Hirnholz ausrissfrei anzeichnen.

Japanisches Streichmaß mit zwei Klingen

Einfache Streichmaße bestehen aus einem Anschlag, der zur Parallelführung des Maßes längs der Kante dient, und aus einem verschiebbaren und arretierbaren, gelegentlich mit einer Abstandsskala versehenen Arm, an dessen Ende die Klinge angebracht ist. Sujikebiki findet man häufig auch in Ausführungen mit zwei unabhängig voneinander verstellbaren Klingen. Daneben gibt es zahlreiche andere Sonderformen (z. B. ein Kamakebiki für schwer zugängliche Stellen).
Das Sujikebiki kann mit größerem Überstand der in den verstellbaren Arm geklemmten Klinge auch zum Vorschnitt von Furnieren, dünnen Brettern oder Leisten eingesetzt werden, um diese anschließend an der tiefer geschnittenen Linie zu spalten oder zu brechen (Warikebiki).

## Andere japanische Anreiß- und Markierungswerkzeuge
- Bunmawashi (Anreißzirkel)
- Shirabiki (Anreißmesser)
- Sumisashi (Bambusfeder)
- Sumitsubo (Tintenschlagschnur)

## Weiterführende Literatur
- Toshio Odate: Japanese Woodworking Tools: Their Tradition, Spirit, and Use; Linden Publishing Co Inc.,U.S.; ISBN 0-941936-46-5